# 도비 이슈트반

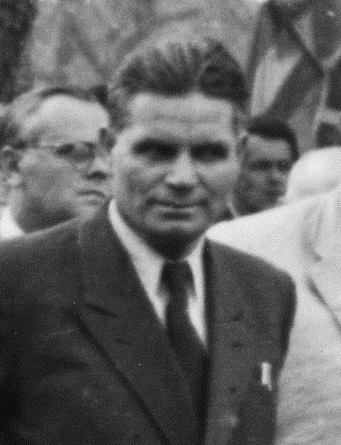
도비 이슈트반

도비 이슈트반(헝가리어: Dobi István, 1881년 12월 31일 코마롬 ~ 1967년 11월 24일 부다페스트)은 헝가리의 정치인이다.
1948년 12월 10일에 헝가리의 첫 공산주의 체제의 총리로 임명되었으며 1952년 8월 14일에 라코시 마차시에게 총리 자리를 넘겨주고 퇴임했다. 1952년 8월 14일부터 1967년 4월 14일까지 헝가리 인민공화국의 대통령을 역임했다.